# Libertarism
Libertarismul este o teorie politică a cărei temă o reprezintă dreptul individual de a acționa liber în măsura în care acțiunile proprii nu încalcă libertatea altcuiva.
Libertarienii au ca principiu fundamental ideea că interacțiunea umană trebuie să fie voluntară și consensuală. Totodată, susțin faptul că folosirea forței fizice (sau amenințarea) împotriva altei persoane sau a proprietății sale încalcă principiul fundamental. Unii libertarieni percep ideea de putere drept imorală, în timp ce o viziunea moderată acceptă ideea de guvern limitat cu un minim de atribuțiuni (capacitatea de percepe taxe și de a profera legi - totul la nivel minim). 